# Windows Server 2008
Windows Server 2008 a apărut în 27 februarie 2008, aproape la 5 ani față de precedentul său Windows Server 2003.

## Cerințe de sistem minime
- Procesor de 1 GHZ (X86) sau 1.4 GHZ (X64)
- Memoria minimă de 2 GB
- Spațiu de stocare de minim 10 GB
- Rezoluția minimă de (800x600)

## Versiuni
Cele mai multe ediții sunt produse pentru platforma X86-64 (64 de biți) și X86 (32 de biți), dar se poate rula și pe Itanium-based Systems, adică IA-64. Windows Server 2008 se găsește în următoarele versiuni, asemnătoare cu Windows Server 2003:
- Windows Server 2008 Standard Edition (x86 și x64)
- Windows Server 2008 Enterprise Edition (x86 și x64)
- Windows Server 2008 Datacenter Edition (x86 și x64)
- Windows HPC Server 2008
- Windows Web Server 2008 (x86 și x64)
- Windows Storage Server 2008 (x86 și x64)
- Windows Small Business Server 2008 (numele de cod: „Cougar”, adică puma) (x64) pentru afaceri mici
- Windows Essential Business Server 2008 (numele de cod: „Centro”) (x64) pentru afaceri medii
- Windows Server 2008 for Itanium-based Systems

## Noutăți
Windows Server 2008 este bazat pe aceeași sursă de cod ca Vista, de aceea există multe asemănări în arhitectura și funcționarea lui.